# Casa Rosa
A Casa Rosa é um centro cultural localizado no bairro de Laranjeiras, no Rio de Janeiro. O prédio que abriga o centro cultural foi construído no início do século XX e funcionava como um bordel de luxo, em atividade até meados da década de 1980. Na década seguinte, contudo, reabriu como centro cultural. Apesar dos grafites e elementos de arquitetura moderna, o prédio mantém detalhes de sua arquitetura original, como os azulejos portugueses na área do bar, a mesa de pedra onde são servidas feijoadas e os detalhes nos tetos e portais espalhados. A casa foi tema do documentário "Pretérito Perfeito", realizado em 2008 com roteiro e direção de Gustavo Pizzi.